# Sarah Sophia Meyer
Sarah Sophia Meyer (* 1984 in Flawil)  ist eine Schweizer Schauspielerin. Bekannt wurde sie durch den Schweizer Spielfilm Zwingli, in dem sie die weibliche Hauptdarstellerin spielte.

## Leben
Meyer studierte in München an der Otto-Falckenberg-Schule und spielte bereits während ihres Studiums an den Münchner Kammerspielen und am Volkstheater München. Zwischen 2009 und 2013 war sie am Staatstheater Stuttgart engagiert. Zwischen 2013 und 2015 arbeitete sie als freie Schauspielerin am Schauspielhaus Bochum, Konzert Theater Bern und am Theater Heidelberg. Seit 2015 ist Sarah Sophia Meyer festes Ensemblemitglied am Schauspielhaus Graz.
2019 spielte die St. Gallerin im Schweizer Film Zwingli die weibliche Hauptrolle Anna Reinhart, die Ehefrau des Zürcher Reformators Huldrych Zwingli. Für ihre Rolle wurde sie als «beste Darstellerin» für den Schweizer Filmpreis nominiert (den Preis gewann Judith Hofmann).

## Filmografie
- 2009: Schreibe mir – Postkarten nach Copacabana
- 2011: Tatort: Hanglage mit Aussicht (Fernsehreihe)
- 2012: Carrousel
- 2015: Schellen-Ursli
- 2019: Der Bestatter (Fernsehserie, Folge Asche auf dein Haupt)
- 2019: WaPo Bodensee (Fernsehserie, Folge Morgenlicht)
- 2019: Zwingli
- 2020: Frieden (Fernsehserie)
- 2025: Die Affäre Cum-Ex (Fernsehserie)